# 馬泰伊夫齊
48°29′52″N 25°9′45″E / 48.49778°N 25.16250°E
馬泰伊夫齊（烏克蘭語：Матеївці），是烏克蘭西部伊萬諾-弗蘭科夫斯克州科洛梅亞區马泰伊夫齐市镇内的村落及其行政中心。始建於1405年，面積9.76平方公里，2001年人口1,077，人口密度每平方公里110.35人。